# Magnesiozippeïta
La magnesiozippeïta és un mineral de la classe dels sulfats, que pertany al grup de la zippeïta. Rep el seu nom pel seu contingut en magnesi i per la seva relació amb la zippeïta.

## Característiques
La magnesiozippeïta és un sulfat de fórmula química Mg(UO₂)₂(SO₄)O₂·3,5H₂O. Cristal·litza en el sistema monoclínic. La seva duresa a l'escala de Mohs és 2.
Segons la classificació de Nickel-Strunz, la magnesiozippeïta pertany a «07.EC: Uranil sulfats amb cations de mida mitjana i grans» juntament amb els següents minerals: cobaltzippeïta, niquelzippeïta, natrozippeïta, zinczippeïta, zippeïta, rabejacita, marecottita, sejkoraïta-(Y) i pseudojohannita.

## Formació i jaciments
Va ser descoberta a la mina Lucky Strike No. 2, situada al districte de San Rafael, al comtat d'Emery (Utah, Estats Units). També ha estat descrita a altres indrets dels Estats Units, a la República Txeca, al Canadà, a França, a Alemanya, a Hongria, al Marroc i a Suïssa.